# 캔디다

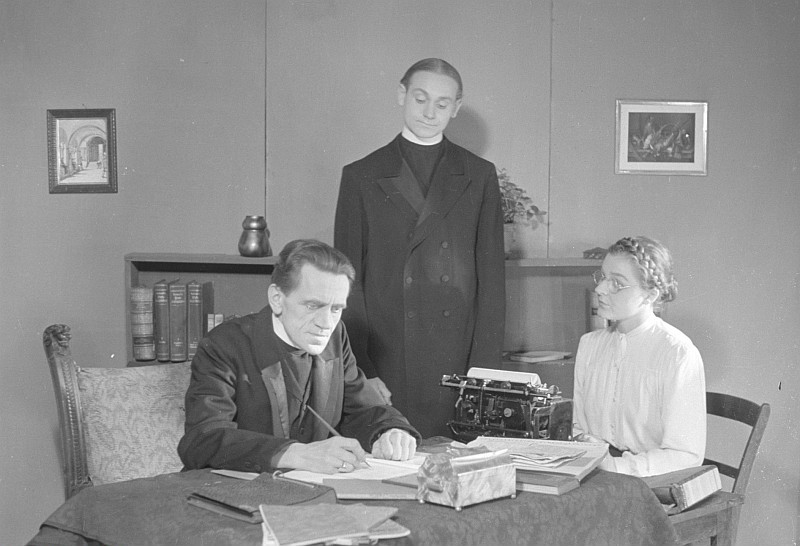
베를린 연극 제작 중 한 장면

《캔디다》(Candida)는 극작가 조지 버나드 쇼의 코미디 희곡이다. 그의 작품 Plays Pleasant의 일부로서 1898년 처음 출판되었다. 남녀 삼각관계를 소재로 한 전형적인 멜로드라마이다.
1895년에 초연이 이루어졌으며, 1904년 ＜캔디다＞에 대한 호응은 뉴욕에서 전염병처럼 급속도로 확산했다. 나중에 쇼는 ＜캔디다＞의 소극 버전인 ＜그녀의 남편을 어떻게 속였을까＞라는 단편을 쓰기도 했다. ‘캔디다마니아’ 현상에 대한 응답이었다.

## 등장인물

### 캔디다
쇼는 평소 모성애의 초인적인 힘에 주목했다. 그렇게 성녀 존, 참령 바버라 같은 쇼 특유의 여성 캐릭터가 탄생했다. 캔디다도 마찬가지다. 그녀는 노골적으로 세속적인 가치를 쫓는 아버지, 목사로서 책임과 의무에 충실한 남편, 자신을 신처럼 떠받드는 이상주의자 유진까지 극에 등장하는 거의 모든 남성의 생각과 행동을 통제한다. 아내이자 어머니이자 누이로서 남편을 돌봐 온 캔디다에게 후광을 입은 ‘성모 마리아’가 오버랩된다.

### 모렐
모렐은 쇼의 정치 성향이 어느 정도 반영된 인물이다. 장인의 속물근성을 경멸하고 마르크스의 ≪자본론≫, 페이비언 사회주의 논문들, 급진 사회주의 논문들을 섭렵했지만 유토피아를 꿈꾸는 이상주의자는 아니고 오히려 엄격한 도덕주의자, 현실주의자에 가깝다. 목사로서 소명의식과 남편이자 가장으로서 책임감 있는 태도가 모두의 신뢰를 얻는다.

### 유진
모렐이 쇼의 사회의식을 대변한다면 유진은 좀 더 쇼의 분신에 가까운 인물이다. ＜캔디다＞의 뉴욕 공연이 선풍적인 인기를 끌자 쇼는 작품에 대한 대중의 오해를 지적했다. 그는 이 작품의 진정한 주인공이 ‘유진’이라고 설명했다. 제목도, 서사를 이끄는 주동인물도 명백히 ‘캔디다’지만 갈등을 통해 성장하고 변하는 인물은 유진이기 때문이다. 유진은 더 높은 이상, 더 가치 있는 삶에 대한 자신만의 해답을 찾는다. 쇼는 모렐과 캔디다, 관객들까지도 끝까지 이를 눈치채지 못하게 했다. 유진의 변화는 오직 희곡 결말부 지문을 통해서만 어렴풋이 암시된다.

## 평가
비평가, 정치적 활동가, 논객으로서 쇼에 대한 평가는 엇갈린다. 그러나 극작가로서 그에 대한 평가는 확고하다. 전통을 지키면서도 그것을 깨부수고 새로운 경지를 열었다는 의미에서 영문학사상 그의 서열은 셰익스피어 다음이다. 60여 편의 드라마를 썼는데 사회 풍자, 위트와 유머가 풍부한 희극에서 그의 재주는 두드러졌다. ＜캔디다＞는 쇼의 희극 스타일을 충실히 반영하고 있다. 더불어 쇼 작품 전체를 관통하는 주제인 “삶의 의미와 가치”를 돌아보게 한다. “어떻게 살아야 할까” 하는 쇼의 질문은 현대 독자에게도 날카롭게 다가온다.